# Арена дас Дунас
Арена дас Дунас је вишенаменски стадион у Наталу, у Бразилу. Стадион је изграђен 2014. за Светско првенство у фудбалу 2014.. Арена користи фудбалски клуб Америка, а капацитет стадиона је око 42.000 места.